# Burg Waldenfels (Malsch)
Die Burg Waldenfels ist heute die Ruine einer Spornburg auf einem 205 m ü. NHN hohen Bergsporn in einem Wald, 1450 Meter südlich der Gemeinde Malsch in der Gemarkung des Ortsteils Waldprechtsweier im baden-württembergischen Landkreis Karlsruhe.

## Geschichte
Die mit einer Fläche von unter 400 Quadratmetern kleine Turmburg wurde vermutlich von den Reginbodonen, Grafen im Ufgau, erbaut. Reginbodo I. verlor 1086 sein Amt im Ufgau und zog sich auf seine Besitzungen um Malsch zurück. Vermutlich ließ er dabei die Burg erbauen, um die Urbarmachung und Kolonisierung der Gegend zu fördern. Ein Reginbodo II. nennt sich ab 1110 „Graf von Malsch“. Er regiert später wieder als Graf des Ufgaus von Malsch aus. Nach 1115 sind die Reginbodonen nicht mehr in der Region nachweisbar. Ort und vermutlich auch Burg kommen in den Besitz der Ebersteiner. Ihre Hochzeit lag zwischen 1150 und 1250. Gleichzeitig nannten sich Ebersteinische Lehensleute nach dem Ort Malsch; nach 1219 sind sie als markgräflich-badische Ministeriale anzusprechen. Ob sie auf der Burg residierten oder im Dorf saßen, ist nicht bekannt.
Erst 1309 wird die Burg als castrum wildenfels bei der Teilung der badischen Markgrafschaft genannt, als sie Friedrich II. zugesprochen wird. 1314 belehnen die Markgrafen Friedrich II. und Rudolf IV. „daz huze zu Waldenvelse“ als Leibgeding ihren Reinhard von Neuenburg („genant von der Nüwenburg“). Vermutlich verstarb Reinhard schon kurz darauf.
Die Burg sowie das Dorf Malsch kommen 1318 durch Kauf von den Markgrafen an das Konvent von Herrenalb. Dorf und Burg werden dabei im Kaufvertrag ausdrücklich als Lehen von Kloster Weißenburg genannt. Im Jahre 1431 wurde die Burg anlässlich einer Jagdpause durch den Badener Markgraf Jakob I. und seinem Gefolge nochmals urkundlich erwähnt.
Nachdem die Burg bereits Ruine war, wurde sie ab 1826 zur Erweiterung der Kirche St. Cyriak in Malsch weitgehend abgetragen. Heute sind im westlichen Bereich noch Mauerreste und südöstlich Reste von Halsgräben gegen die Hochfläche zu erkennen.
In den Jahren 2007 und 2008 fanden archäologische Erhaltungsarbeiten und Untersuchungen an der Burg statt, die durch den Verein Heimatfreunde Malsch e.V. in Zusammenarbeit mit dem Archäologen Heiko Wagner erfolgten. Dabei wurden auch Grabungslöcher früherer Raubgrabungen einbezogen. Nach den Untersuchungen wurde das Fundament des Turmes und Teile der Ringmauer im Boden markiert. Zwei Infotafeln erläutern Geschichte und Ausgrabungen.

## Beschreibung

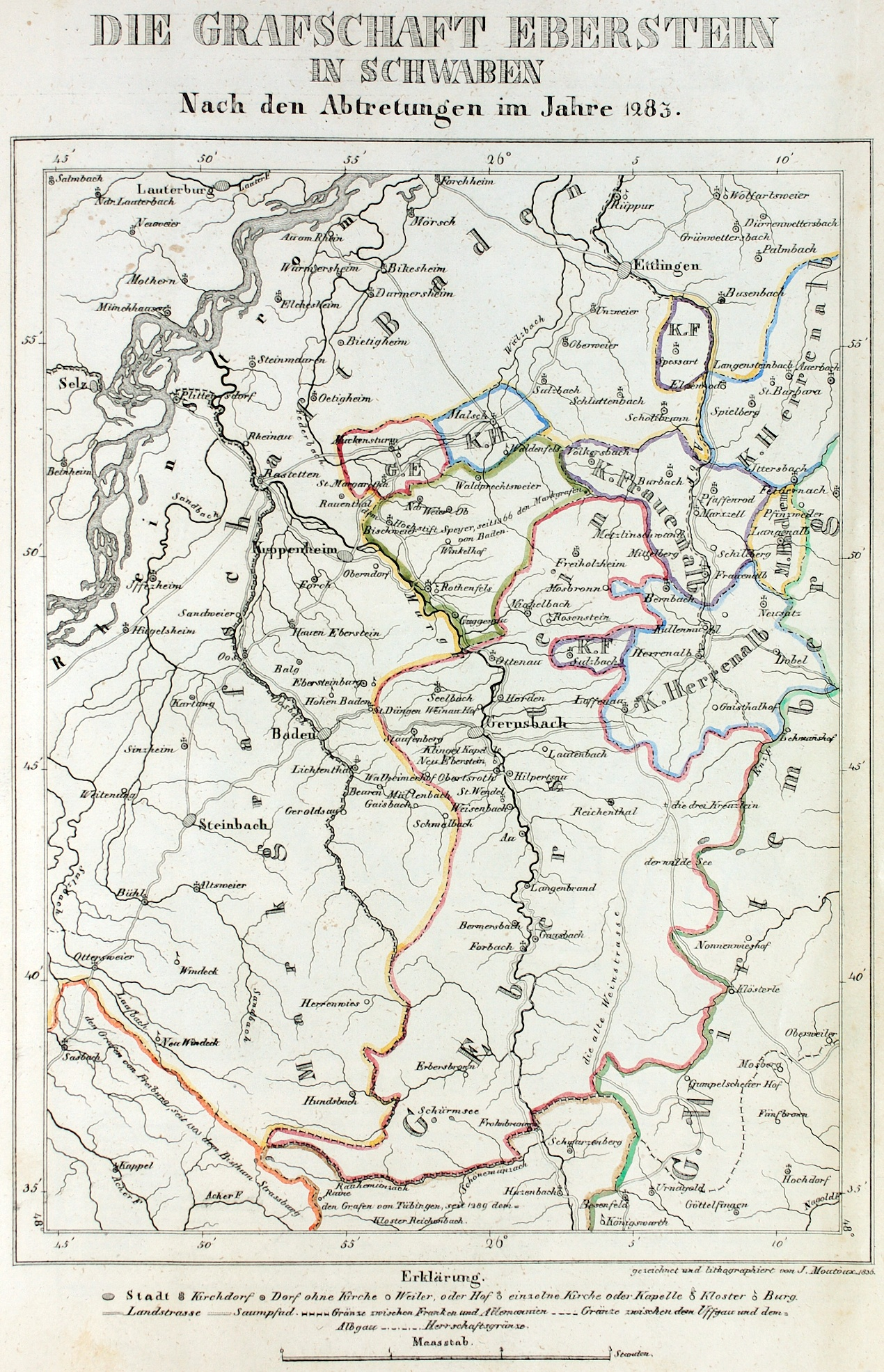
Burg Waldenfels an der Grenze zwischen badischen und Ebersteiner (Kloster Herrenalb) Besitzrechten (Ende des 13. Jahrhunderts)

Die Turmburg lag auf einem nordwestlich auslaufenden Geländesporn der von einer Hochfläche im Süden auslief und westlich (in Süd-Nord-Richtung) und östlich (in Ost-Nord-Richtung) durch zwei einschneidende Bachläufe begrenzt war, die sich am Spornauslauf vereinigen. Der sicher markante Bergfried war etwa quadratisch mit einer Seitenlänge von 12,5 m und mindestens einer Mauerstärke von 2,60 m im Fundamentbereich. Die Ringmauer war etwa 1,30 m dick und band den Turm im Norden in die Umfassungsmauer ein. Im Westen wurde die Ringmauer später auf etwa 1,7 Dicke erweitert oder neu gebaut. Es wird vermutet, dass die südliche Mauer im Spätmittelalter in den Graben rutschte oder verfiel und weiter innen neu gebaut wurde. Nach Süden war die Burg durch zwei Halsgräben zur Hochfläche hin gesichert, über den südwestlich der Zugang zur Burg vermutet wird und der durch die südwestliche Ringmauerecke gesichert werden konnte. Der westliche Teil des Burgareals wird durch Funde von Schlacken wie sie für eine Schmiede typisch ist als Burghof angesehen. Das südlich und östlich gelegene schmale Areal zwischen Ringmauer und Turm wird mit Abfallschichten des 11./12. (geringe Mengen der älteren grautonigen Drehscheibenware) und des 13./14. Jahrhunderts (Gebrauchskeramik) als Zwinger angesprochen.

## Sage
Die Burg ist Teil der Sage vom Ritter Beringer auf Burg Waldenfels, der im 13. Jahrhundert Burgherr war, aber ohne männlichen Erben. Die Sage erzählt von seiner einzigen Tochter Rosawina und ihrer Lebensgeschichte, die mit einem Graf Otto von Eberstein verheiratet und am Hochzeit in einen Scheintod fiel. Wiewohl ein Otto I. Graf von Eberstein (genannt 1219 als Graf auf Burg Neu-Eberstein, gest. 1279) existierte, ist von einem Beringer von Waldenfels und seiner Tochter nichts bekannt und Otto I. war ab 1252 mit Beatrix von Krautheim verheiratet.